# Edward Everett
Pour les articles homonymes, voir Everett.
Ne doit pas être confondu avec Edward Everett Hale.
Edward Everett, né le 11 avril 1794 à Boston et mort le 15 janvier 1865 dans la même ville, est un homme politique, diplomate et pasteur chrétien unitarien américain.

## Biographie
Il commence sa carrière politique à la Chambre des représentants des États-Unis pour le 4e district du Massachusetts entre 1825 et 1835, en tant que républicain. Ambassadeur des États-Unis au Royaume-Uni de 1841 à 1845, il fut auparavant gouverneur du Massachusetts sous l'étiquette whig de 1836 à 1840. Il est également président de l'université Harvard entre 1846 et 1849. Nommé Secrétaire d'État de l'Union entre 1852 et 1853 dans l'administration Fillmore, Everett est par la suite élu au Sénat fédéral de 1853 à 1854.
Il est enterré dans le cimetière de Mount Auburn à Cambridge au Massachusetts.